# Armand Cremers
A.M.J. (Armand) Cremers (19 februari 1947) is een Nederlands politicus van D66.
In 1975 meldde Cremers zich aan als lid van D66 en in 1977 werd hij vicevoorzitter van de plaatselijke afdeling in Maastricht. Een jaar later werd hij daar namens die partij verkozen tot raadslid wat hij tot 1998 zou blijven. Daarnaast was hij van 1990 tot 1998 in die gemeente wethouder.
Eind 1998 volgde zijn benoeming tot burgemeester van de Limburgse gemeente Beek als indirect opvolger van de CDA'er Bert van Goethem, die vervroegd met pensioen was gegaan. Op 1 december 2010 ging hij zelf met pensioen en werd hij opgevolgd door Hub Meijers. Van juni 2014 tot maart 2015 keerde hij terug als waarnemend burgemeester van Meerssen.